# Amamio
Amamio es un despoblado que actualmente forma parte del concejo de Albéniz que están situado en el municipio de Aspárrena, en la provincia de Álava, País Vasco (España).

## Toponimia
A lo largo de los siglos ha sido conocido con los nombres de Amamaio, Amamio y Hamamio.

## Historia
Documentado desde 1025 (reja de San Millán), tributando una reja bajo el nombre de Hamamio. Se desconoce cuándo se despobló.Sus habitantes abandonaron la aldea y se trasladaron a los pueblos del valle en torno al siglo XIV. Posiblemente uno de los motivos del despoblamiento de la aldea fuera precisamente su localización, ventajosa en tiempos de incertidumbre, pero poco práctica en momentos de bonanza, ya que el desnivel dificultaba el cultivo.
En el siglo XVI no quedaría ya prácticamente nada del pueblo, pues en la visita del Licenciado Gil se cita el templo como ermita. Sin embargo, en labores de acondicionamiento recientes, al lado del muro norte, aparecieron algunos vestigios del antiguo cementerio medieval asociado a esta aldea. Desde que fue relegada de iglesia parroquial a ermita, los concejos de Araia y Albéniz se hicieron cargo de su custodia y mantenimiento, juntándose ambos en este enclave en la festividad de San Juan.
Aparece descrito en el segundo volumen del Diccionario geográfico-estadístico-histórico de España y sus posesiones de Ultramar de Pascual Madoz con las siguientes palabras:

AMAMIO: desp. en la prov. de Alava, part. jud. de Salvatierra, entre los ayunt. de Asparrena y San Millan, como térm comun de los pueblos Albeniz y Araya: se ignora la época de su destruccion, si bien se hace mérito de él en el privilegio llamado de los Votos del conde Fernan Gonzalez: conserva una ermita bajo la advocacion de San Juan, en el sitio que se dice fue la parroquia.
(Madoz, 1845, p. 230)

## Monumentos
Ermita de San Juan de Amamio, que fue parroquia de la antigua localidad.